# Funzione abeliana
In matematica si definisce funzione abeliana una funzione {\displaystyle f(u_{1},...,u_{p})} analitica uniforme delle p variabili analitiche indipendenti {\displaystyle u_{1},...u_{p}} ({\displaystyle p\geq 1}) che presenta le seguenti caratteristiche:
- è periodica ed ammette 2p periodi vettoriali indipendenti ovvero esistono p costanti {\displaystyle w_{1},...,w_{p}} non tutte nulle tali che si abbia:

{\displaystyle f(u_{1}+w_{1},...,u_{p}+w_{p})=f(u_{1},...,u_{p})} 

e tali che nessuna combinazione vettoriale dei 2p periodi sia nulla.
- è dipendente da tutte e p le variabili, cioè nessuna delle variabili può venire sostituita da una combinazione delle altre.
- è meromorfa ovvero per valori finiti delle variabili si abbiano solo singolarità inessenziali (punti di indeterminazione e singolarità polari).[1]

Tale tipo di funzioni prende il nome dal matematico Niels Henrik Abel e rappresenta una vasta classe di funzioni trascendenti
Poiché le funzioni abeliane rappresentano una generalizzazione delle funzioni ellittiche esse vengono denominate anche iperellittiche..